# Paul Celan
Paul Celan (pseudonimul lui Paul Peisah Antschel) (n. 23 noiembrie 1920, Cernăuți, România – d. 20 aprilie 1970, Paris, Franța) a fost un poet, traducător și eseist de limba germană, evreu originar din România.
Născut la Cernăuți (Bucovina de Nord), într-o familie de evrei germanofoni în epoca în care această regiune făcea parte din România, a trăit în Austria, România și apoi în Franța. A scris în limba germană și a tradus în această limbă literatură română, portugheză, rusă, engleză și franceză, iar din limba germană a tradus în românește povestirile lui Franz Kafka. A colaborat la prestigioasa revistă Secolul 20.
Este considerat a fi unul din marii poeți moderni ai lumii.

## Biografie
S-a născut la Cernăuți-Bucovina, care devenise de doi ani provincie a României, pe strada Wassilkogasse nr. 5, într-o familie germanofonă de evrei ortodocși. Ținutul păstra încă bogata moștenire etnică și culturală din perioada în care fusese provincie austriacă. În Bucovina în general, iar la Cernăuți în mod special, trăiau numeroase minorități etnice, astfel încât copilul a crescut într-un spațiu multicultural. 
După destrămarea Imperiului Austro-Ungar, orașul a fost alipit în 1918 României, apoi cedat sovieticilor în iunie 1940 în urma Pactului Ribentropp-Molotov, reocupat de armata română în iunie 1941 și anexat ulterior de Uniunea Sovietică din 1944. Cernăuțiul aparține astăzi Ucrainei, fiind numit în limba ucraineană Cernivți.
Tatăl său, Leo, sionist, și-a înscris fiul la școala de limbă ebraică Safah Ivriah. Mama sa era o avidă cititoare de literatură germană și a insistat ca germana să fie limba vorbită în familie. După ceremonia de Bar Mitzvah din 1933, Paul Celan a abandonat sionismul și și-a încheiat educația ebraică, devenind un membru activ al mișcării socialiste și suporter al cauzei republicanilor în timpul războiului civil din Spania. Mătușa sa, Minna, care a locuit un timp cu familia sa în Cernăuți, a emigrat în 1934 în Palestina.
Primul său poem, intitulat „De ziua mamei” (1938), era o declarație de dragoste pentru mama sa.
Amândoi părinții lui au murit într-un lagăr de concentrare din Transnistria unde fuseseră deportați de administrația antonesciană și Armata română.

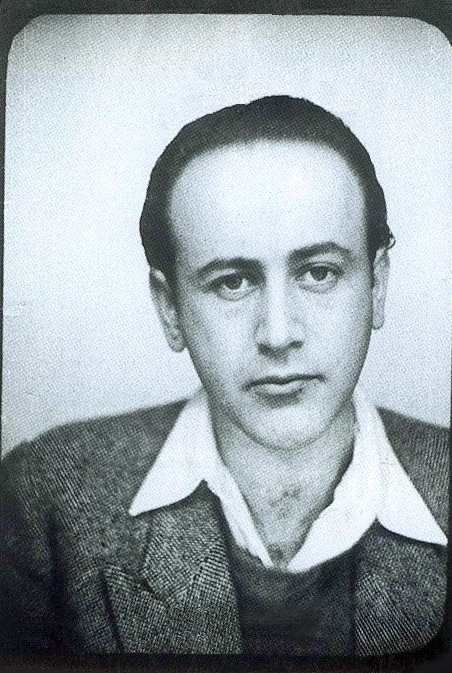
Paul Celan
fotografie de pașaport din 1938.

### Primele călătorii
Deoarece universitățile românești antisemite și-au închis porțile în fața studenților evrei (numerus clausus și numerus nulus), iar Viena de după Anschluss a adoptat legislația nazistă antisemită, Paul Celan a plecat în 1938 în Franța, la Paris, la unchiul său, Bruno Schrager - care a fost deportat și ucis la Auschwitz - și a început să studieze medicina la Tours, dar nu a perseverat. În 1939 s-a reîntors la Cernăuți, unde izbutise să fie admis ca student la universitatea din oraș, la literatură și limbile romanice. În drumul de întoarcere a trecut prin Berlin, unde a ajuns exact când a avut loc Noaptea de cristal (în germană Kristallnacht).

## Holocaustul
Ocupația sovietică din iunie 1940 l-a lăsat pe Paul Celan fără mari iluzii în privința stalinismului și a comunismului sovietic, care nu semăna deloc cu ceea ce visase adolescentul cu vederi socialiste. Sovieticii au impus reforme birocratice în universitatea unde el studia limbile romanice, iar Armata Roșie a început deportările în Siberia, apoi, în luna iulie 1941 românii au recucerit Bucovina și Basarabia, introducând legile de purificare etnică. La sosirea lor, oficialitățile române au ars sinagoga orașului, veche de șase sute de ani, au deportat o parte dintre evrei și i-au închis pe ceilalți într-un ghetou[A].

#### În ghetoul din Cernăuți
Cu toate condițiile mizerabile din ghetou, Celan a ascultat cântece în idiș, a tradus sonetele lui Shakespeare în germană și a continuat să-și scrie poemele. Înainte de dizolvarea ghetoului, Celan a fost obligat - în cadrul detașamentelor de muncă de folos obștesc - să participe - printre altele - la demolarea poștei centrale și la adunarea și arderea cărților rusești.
Guvernatorul român local, conform directivelor guvernului Antonescu, a început să-i deporteze pe evrei în nopțile de sâmbătă ale lunii iunie 1942. Tatăl și mama sa au fost arestați în noaptea zilei de 27 iunie 1942 și transportați cu un camion și apoi într-un vagon de vite până la un lagăr de triere din Transnistria unde, peste două treimi dintre deportați au pierit. Evreii au fost duși în marș forțat la două lagăre de muncă iar martori oculari i-au povestit lui Celan că tatăl său a murit în iarna anului 1942 posibil, de tifos exantematic, iar mama sa a fost împușcată în cap, pentru că era epuizată și nu mai putea munci. În noaptea în care i-au fost ridicați părinții, Celan nu era acasă. Prietenii își amintesc imensa sa suferință și sentimentul de vinovăție pentru faptul de a fi fost separat de părinți înaintea morții acestora. În februarie 1944 Armata română s-a retras din calea ofensivei Armatei Roșii și a abandonat lagărele.
Celan a părăsit Cernăuțiul cu puțin timp înainte ca sovieticii să reocupe orașul.

## Perioada românească -suprarealismul
Din cauza antisemitismului luase în considerație eventualitatea emigrării în Palestina dar, în 1945 s-a decis să se stabilească la București, unde a locuit până în 1947. Ca membru activ al comunității literare evreiești din România, el a tradus literatură rusă în limba română și a publicat cărți sub diferite pseudonime.
Între anii 1945 și 1947 literatura română era dominată de suprarealism, după ce mișcarea își pierduse orice suflu în Franța, țara de origine, André Breton, întemeietorul acestui curent, afirma: „Centrul lumii (suprarealiste) s-a mutat la București”. Absorbit de acest curent, Celan se juca și confecționa diferite pseudonime pentru el și prietenii săi (așa cum a procedat și Fernando Pessoa, un alt poet modernist celebru, portughez) și tot acum și-a creat propriul său pseudonim, „Celan”, obținut din anagramarea numelui său de familie, Antschel, care se citește [ pron. an-čăl ].

## Perioada vieneză
În 1947, anul în care s-a instaurat regimul comunist în România, Celan s-a refugiat la Viena. Aici s-a împrietenit cu Ingeborg Bachmann, care tocmai încheiase disertația sa de doctorat (Ph.D.) despre filosofia lui Martin Heidegger. Dintr-un oraș împărțit în zone ale armatelor de ocupație și golit de comunitatea evreiască din epoca Imperiului austro-ungar, s-a mutat la Paris în 1948, unde a găsit și editorul primei sale colecții de poeme, „Der Sand aus den Urnen” („Nisipul din urne”).

## Perioada pariziană
La Paris, în noiembrie 1951 a întâlnit-o pe graficiana Gisèle Lestrange, cu care s-a căsătorit la 21 decembrie 1952 în ciuda opoziției familiei aristocratice a Gisèlei. În următorii 19 ani, ei și-au scris peste 700 de scrisori în care se resimte influența stilului lui Franz Kafka din „Scrisori către Felice” și „Scrisori către Milena”.

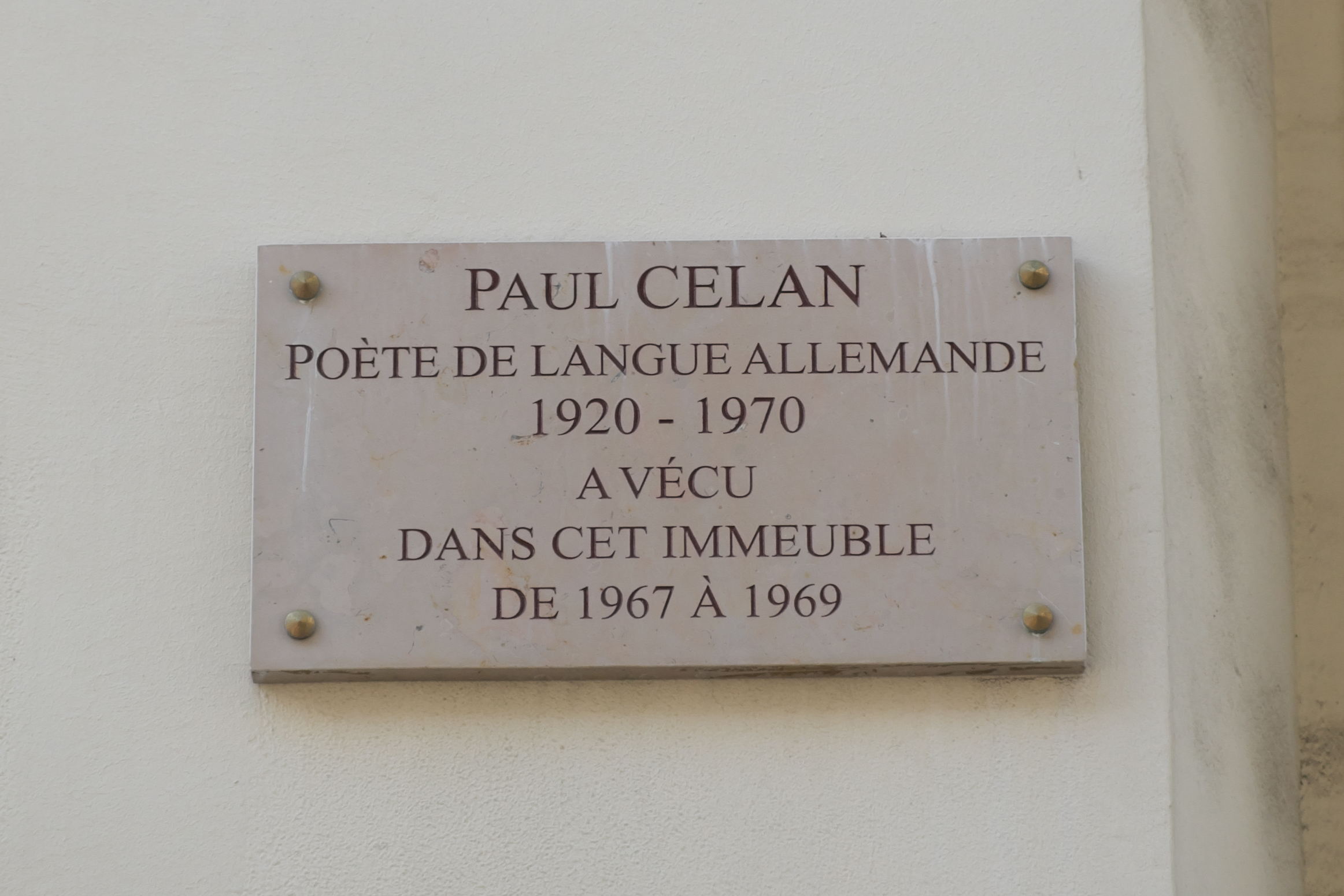
Placă memorială din Paris (Rue Tournefort 24)

Celan a purtat și o corespondență celebră și de valoare literară cu scriitoarea Nelly Sachs, viitoarea laureată a Premiului Nobel pentru literatură.
Numit profesor de limba germană la École Normale Supérieure Celan și-a continuat activitatea de traducător. În 1955 a fost naturalizat cetățean francez. A trăit la Paris până ce, după o viață plină de suferințe, s-a sinucis (s-a înecat în Sena) în jurul datei de 20 aprilie 1970.

## Întâlnirea cu Martin Heidegger
A vizitat periodic Germania. Aceste vizite au inclus un curs ținut la Universitatea din Freiburg la 24 iulie 1964 la care a predat și filosoful Martin Heidegger, care i-a dăruit un exemplar din „Was heißt Denken” („Ce înseamnă a gândi”). Apoi Heidegger l-a invitat pe Celan să-i viziteze căsuța din orășelul Todtnauberg din regiunea Schwarzwald (Pădurea Neagră). La o plimbare făcută împreună cu Heidegger, acesta i-a povestit despre interviul său acordat revistei Der Spiegel intitulat „Numai un Zeu ne mai poate salva”, cu condiția ca să fie publicat postum.
Celan i-a trimis lui Heidegger poezia „Todtnauberg” într-un prim exemplar al unei ediții bibliofile cu tiraj limitat și Heidegger i-a răspuns cu o scrisoare de mulțumire destul de rece.
Textele scrise de Heidegger în anii tinereții, Celan le-a citit abia în 1951 și, semnele de exclamare introduse în carte notează uimirea sa în fața faptului că acesta a permis ca afirmațiile sale despre măreția național-socialismului să fie reluate și în ediția a doua din 1953 a „Introducerii în metafizică” și că nu a făcut nici o precizare, că nu le-a eliminat sau comentat (după cursul de la Freiburg se zice că Celan ar fi refuzat să se lase fotografiat împreună cu Heidegger tocmai din acest motiv). Philippe Lacoue-Labarthe i-a reproșat lui Heidegger că a păstrat tăcerea în privința exterminării evreilor din timpul celui de-Al treilea Reich, ceeace a constituit o „ofensă ireparabilă și de neiertat”.
La această perioadă face aluzie Celan în versurile:
"einer Hoffnung, heute

auf eines Denkenden

kommendes

Wort

im Herzen"
[o speranță, azi,

unui gânditor 

cuvântului 

care va veni 

în inimă]

## Opera

### „Todesfuge”
O versiune a poemului „Todesfuge” a apărut în limba română sub titlul „Tangoul morții” în luna mai a anului 1947 în „Contemporanul”, în traducerea lui Petre Solomon.
Chiar dacă există și un substrat suprarealist puternic al poemului, se pare că dansul și concertele muzicale erau realități ale lagărelor de concentrare. (Poemul „Noapte și ceață”, traducerea lui „Nacht und Nebel”, denumirea germană a programului lagărelor de concentare, include o descriere a orchestrei „Auschwitz-Orchester”, celebra orchestră organizată de SS și obligată să interpreteze dansuri și cântece populare germane la sosirea trenurilor cu deținuți la Auschwitz

### Poezia
Experiența de Shoah, de ardere totală (nimicire) și martiriul părinților săi sunt forțele definitorii ale poeziei lui Celan și a modului în care acesta folosește limbajul.
În discursul ținut la acordarea Premiului Bremen Celan declara că după Auschwitz limba „a supraviețuit, în ciuda celor intâmplate. Dar a trebuit să treacă prin propria ei lipsă de răspunsuri, printr-o îngrozitoare amuțire, prin mii de discursuri aducătoare de moarte. A trecut prin toate acestea, dar nu a scos nici un cuvânt despre cele întâmplate. Și cu toate astea a supraviețuit. A trecut prin asta și a venit din nou la lumină, îmbogățită de o asemenea experiență tragică.”
Cel mai celebru poem al său „Fuga morții” (în original: „Todesfuge”) comemorează lagărele morții. În contradicție, Theodor W. Adorno vine cu aserțiunea că „a scrie poezie după Auschwitz este un act barbar”. Paul Celan, întotdeauna sensibil la critici, a luat această afirmație la propriu. Poemul său de maturitate „Engführung” („Stretto” sau „Îngustarea”) a fost o rescriere a propriului său poem „Fuga morții” într-un limbaj și mai disperat.
Poezia sa de maturitate a devenit treptat tot mai criptică, fracturată și monosilabică, suportând o comparație cu muzica lui Weber. Unii critici cred că Paul Celan a încercat fie să distrugă, fie să refacă din temelii limba germană. Forța poeziei sale vine din necesitatea de a exprima o mărturie într-o limbă care nu păstreaza niciodată suficiente cuvinte pentru a reproduce ce s-a întâmplat. Jacques Derrida în volumul „Schibboleth” (în ebraică : „Spicul”) a ales poezia lui Paul Celan drept exemplu pentru a sugera forța procesului de deconstrucție .

### Traducerile
Dintre autorii traduși de Celan se numără:
| - Guillaume Apollinaire - Tudor Arghezi - Antonin Artaud - Charles Baudelaire - Alexandr Blok - André Breton - Jean Cayrol - Aimé Césaire - René Char - Jean Daive - Robert Desnos | - Emily Dickinson - John Donne - André du Bouchet - Jacques Dupin - Paul Éluard - Robert Frost - Clement Greenberg - Alfred Edward Housman - Velimir Hlebnikov - Maurice Maeterlinck - Stéphane Mallarmé | - Osip Mandelstam - Andrew Marvell - Henri Michaux - Marianne Moore - Gellu Naum - Gérard de Nerval - Henri Pastoureau - Benjamin Péret - Fernando Pessoa - Pablo Picasso - Arthur Rimbaud | - David Rokeah - William Shakespeare - Georges Simenon - Konstantin Slutschevsky - Jules Supervielle - Virgil Teodorescu - Giuseppe Ungaretti - Paul Valéry - Serghei Esenin - Evgheni Evtușenko - Franz Kafka |

## Onoruri și premii
- Premiul pentru Literatură al orașului Bremen⁠(de)[traduceți]
- Premiul Georg Büchner

## Opere publicate în limba germană
- Der Sand aus den Urnen—Nisipul din urne (1948)
- Mohn und Gedächtnis—Macii și amintirile] (1952)
- Von Schwelle zu Schwelle—Din prag în prag (1955)
- Sprachgitter—Vorbirea-grilă (1959)
- Die Niemandsrose—Trandafirul nimănui (1963) [20]
- Atemwende—Respirație-întoarcere (1967)
- Fadensonnen—Sori împletiți (1968)
- Lichtzwang—Lumină-impuls (1970)
- Schneepart—Zapadă-parte (postum, 1971)

## Opere în limba română
- Mac și memorie, [versuri] / Paul Celan; trad. de Mihail Nemeș și George State; pref. de Dan Flonta. - Pitești: Paralela 45, 2006.
- Paul Celan, Ingeborg Bachmann, Timp al inimii, traducere din germană de Iulia Dondorici, București, Editura Art, 2010

## Imagini

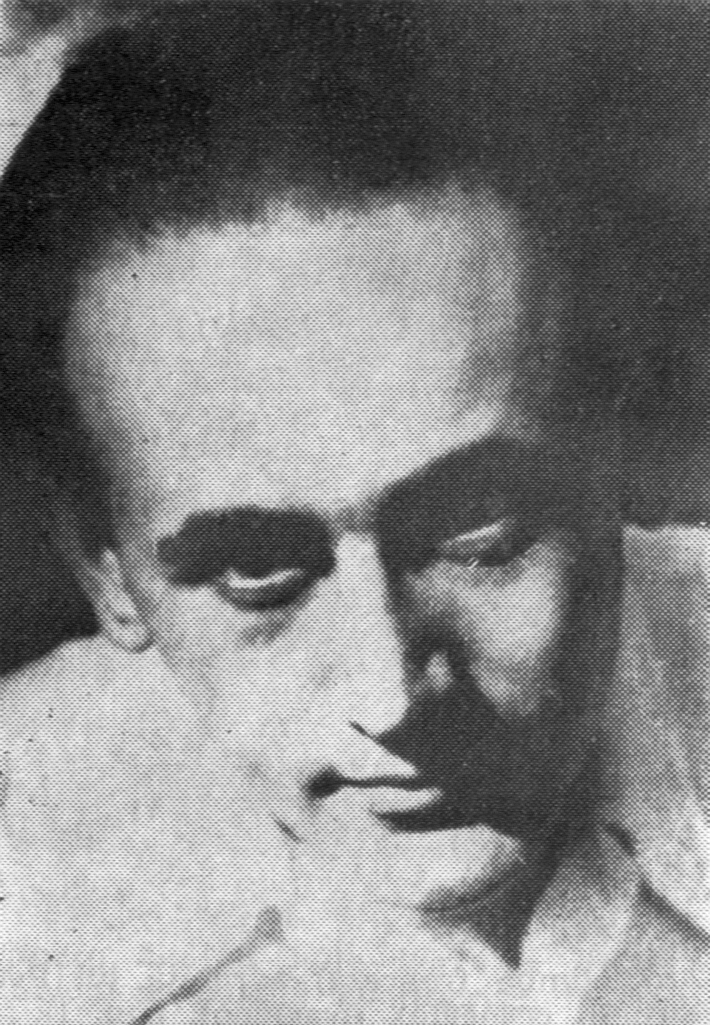
Paul Celan, București, 1945/1946
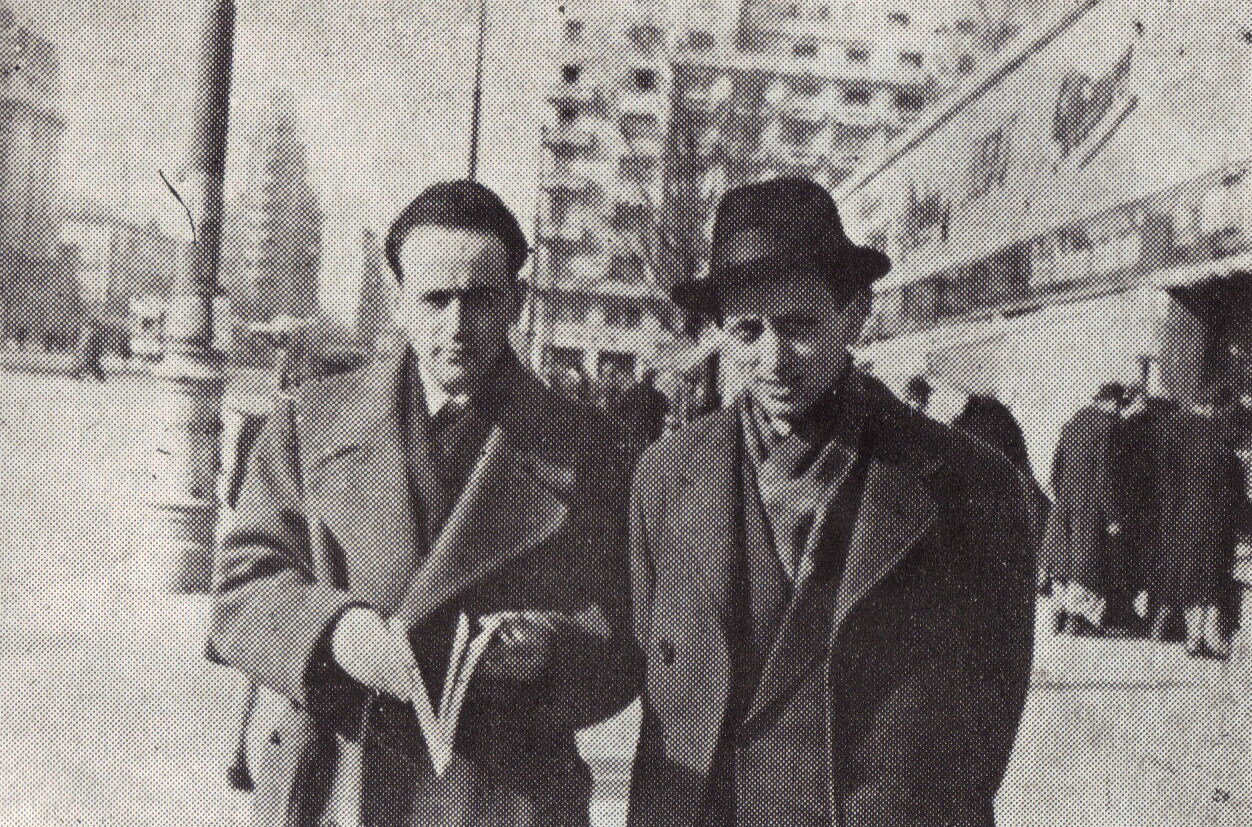
Paul Celan și Petre Solomon, București, primăvara anului 1947

## Studii critice despre Celan
- en  Szondi, Peter: Celan Studies traducere în limba engleză de Susan Bernofsky și Harvey Mendelsohn (2003).
- en  Felstiner, John: Paul Celan: Poet, Survivor, Jew, 1995.